# 衝繁疲難
「衝、繁、疲、難」是区分中国清代和越南阮朝的府、州、厅、县職缺不同等次的考语。考语字数越多，地位就越重要。一般以四字俱全者为“最要缺”，三字者（衝繁难、衝疲难、繁疲难）为“要缺”，二字者（衝繁、繁难、繁疲、疲难、衝难、衝疲）为“中缺”、一字或无字者为“简缺”。

## 由來
清朝顺治年間，承襲明朝根據各州、縣的重要性訂立制度並分為三等，在選取官員填補空缺時，根據官員的儀表、言詞談吐、書法及判斷力考核，按能力分配職位。當時吏部遵明制以掣簽（抽籤）方式決定人選，導致政務繁雜的州府很多時無法派置能人補缺，而為人詬病。
雍正六年，廣西布政使金鉷奏請州縣分衝、繁、疲、難四項，允許當地總督、巡撫按官員才幹奏請補缺，建議獲得採納。這四項代表的意思如下：
- 衝：指州縣位處交通要衝；
- 繁：指州縣政務多而繁雜；
- 疲：指州縣經常拖欠稅賦，財政呈疲態；
- 難：指州縣民風狡猾強悍，較難治理。

「衝、繁、疲、難」中，四項俱全者為「最要」，兼三項者為「要缺」，兼二項者為「中缺」，其餘從「簡缺」。

## 例

### 最要
- 保定府、天津府、淮安府
- 鄭州直隸州
- 通州
- 静海县、上海县

### 要
- 大名府：衝、繁、難
- 遵化直隸州：衝、繁、難
- 固原直隶州：衝、繁、難
- 東明縣：繁、疲、難
- 東光縣：繁、疲、難
- 香山縣：繁、疲、難

### 中
- 正定府：衝、繁
- 赤峰直隸州：繁、難
- 新樂縣：衝、疲
- 鉅鹿縣：疲、難
- 新安縣：疲、難

### 簡
- 福寧府：衝
- 順德府：衝
- 廣平府：簡
- 深州直隸州：簡
- 鹽山縣：繁
- 清河縣：簡